# Сабо, Херма
Херма Сабо (нем. Herma Szabo, известна также под фамилиями Планк-Сабо и Жарож-Сабо, 22 февраля 1902, Вена — 7 мая 1986, Адмонт, Штирия) — австрийская фигуристка, олимпийская чемпионка 1924 года, семикратная чемпионка мира (1922—1927) и семикратная чемпионка Австрии.

## Биография
Сабо родилась в Вене в семье фигуристов и была приобщена к этому спорту в раннем возрасте. Её мать Кристина фон Сабо выступала в парном катании. Брат Кристины, Эдуард Энгельманн младший, выиграл три чемпионата Европы и построил первый искусственный каток, на котором Сабо тренировалась. Двоюродная сестра Сабо Хелен Энгельманн — трёхкратная чемпионка мира и олимпийская чемпионка в парном катании.
Сабо выиграла зимние Олимпийские игры 1924 года в женском одиночном катании. Также она выигрывала пять раз подряд чемпионаты мира, с 1922 по 1926 годы. В 1927 году она была побеждена молодой норвежской фигуристкой Соней Хени, но тот результат вызвал много споров. Дело в том, что судейская бригада состояла из трех норвежцев, немца и австрийца. Три норвежских судьи поставили на первое место Хени, а немецкий и австрийский судья — Сабо.
Херма Сабо выступала также в парном катании с Людвигом Вреде. Они выигрывали чемпионат мира дважды, в 1925 и 1927 году, а в 1926 году становились третьими. Перед Олимпийскими играми 1928 года она ушла из любительского спорта, хотя Вреде продолжил кататься с другой партнершей и стал бронзовым призёром той Олимпиады. В чемпионатах Европы Сабо не участвовала, так как до 1930 года они среди женщин и пар не проводились.
В 1982 году её имя было внесено в Зал славы мирового фигурного катания.
Херма Сабо умерла 7 мая 1986 года в возрасте 84 лет в Роттенмане, Австрия.

## Спортивные достижения
(в женском одиночном катании)
| Соревнования/Год  | 1918 | 1922 | 1923 | 1924 | 1925 | 1926 | 1927 |
| Олимпиады         |      |      |      | 1    |      |      |      |
| Чемпионаты мира   |      | 1    | 1    | 1    | 1    | 1    | 2    |
| Чемпионат Австрии | 2    | 1    | 1    | 1    | 1    |      | 1    |

(в парном катании с Людвигом Вреде)
| Соревнования/Год  | 1925 | 1926 | 1927 |
| Чемпионаты мира   | 1    | 3    | 1    |
| Чемпионат Австрии | 1    | 1    |      |